# Sinolapotamon palmatum
Sinolapotamon palmatum is een krabbensoort uit de familie van de Potamidae. De wetenschappelijke naam van de soort is voor het eerst geldig gepubliceerd in 2009 door Zhu, Naruse & Zhou.